# Fed Cup 2012
Navigation
Édition précédente Édition suivante
La Fed Cup 2012 est la 50e édition du plus important tournoi de tennis opposant des équipes nationales féminines.

## Organisation
Organisation inchangée pour cette 50e édition de la Fed Cup avec les groupes mondiaux I et II et les play-offs I et II.
Le groupe mondial I compte huit équipes, les demi-finalistes 2011 et les vainqueurs des play-offs I 2011, qui s'affrontent par élimination directe dans un tableau à trois tours organisés successivement en février, avril et novembre. Les équipes vaincues au premier tour disputent les play-offs I 2012. 
Le groupe mondial II compte également huit équipes, les vaincus des play-offs I 2011 et les vainqueurs des play-offs II 2011, qui s'affrontent en face à face en un seul tour organisé en février. Les vainqueurs participent aux play-offs I 2012 et les vaincus participent aux play-offs II 2012.
Les play-offs I sont organisés en avril les éliminés du premier tour du groupe mondial I et les vainqueurs du groupe mondial II. Les vainqueurs participeront aux rencontres du groupe mondial I de l'édition suivante et les vaincus aux rencontres du groupe mondial II de l'édition suivante.
Les play-offs II opposent quatre équipes issues des compétitions par zone géographiques aux quatre perdants des rencontres du groupe mondial II. Les vainqueurs participent au groupe mondial II de l'édition suivante et les vaincus sont relégués dans les compétitions par zones géographiques.
Toutes les rencontres se déroulent au domicile de l'une ou l'autre des équipes qui, sur un week-end, se rencontrent en face à face au meilleur de cinq matchs (quatre simple et un double).

## Résultats

### Groupe mondial I

#### Tableau
|  | 1/4 de finale 04 - 05 février | 1/4 de finale 04 - 05 février |                    |        | 1/2 finale 21 - 22 avril | 1/2 finale 21 - 22 avril |        |   | Finale 03 - 04 novembre | Finale 03 - 04 novembre |
|  |                               |                               |                    |        |                          |                          |        |   |                         |                         |
|  | Russie                        | 3                             |                    |        |                          |                          |        |   |                         |                         |
|  | Espagne                       | 2                             |                    |        |                          |                          |        |   |                         |                         |
|  | Espagne                       | 2                             |                    | Russie | 2                        |                          |        |   |                         |                         |
|  |                               |                               |                    | Russie | 2                        |                          |        |   |                         |                         |
|  |                               |                               | Serbie             | 3      |                          |                          |        |   |                         |                         |
|  | Belgique                      | 2                             | Serbie             | 3      |                          |                          |        |   |                         |                         |
|  | Belgique                      | 2                             |                    |        |                          |                          |        |   |                         |                         |
|  | Serbie                        | 3                             |                    |        |                          |                          |        |   |                         |                         |
|  | Serbie                        | 3                             |                    |        |                          |                          | Serbie | 1 |                         |                         |
|  |                               |                               |                    |        |                          |                          | Serbie | 1 |                         |                         |
|  |                               | République tchèque            | 3                  |        |                          |                          |        |   |                         |                         |
|  | Italie                        | République tchèque            | 3                  | 3      |                          |                          |        |   |                         |                         |
|  | Italie                        |                               |                    | 3      |                          |                          |        |   |                         |                         |
|  | Ukraine                       | 2                             |                    |        |                          |                          |        |   |                         |                         |
|  | Ukraine                       | 2                             |                    | Italie | 1                        |                          |        |   |                         |                         |
|  |                               |                               |                    | Italie | 1                        |                          |        |   |                         |                         |
|  |                               |                               | République tchèque | 4      |                          |                          |        |   |                         |                         |
|  | Allemagne                     | 1                             | République tchèque | 4      |                          |                          |        |   |                         |                         |
|  | Allemagne                     | 1                             |                    |        |                          |                          |        |   |                         |                         |
|  | République tchèque            | 4                             |                    |        |                          |                          |        |   |                         |                         |

#### Quarts de finale
| Russie - Espagne - 3 : 2 Olympic Stadium, Moscou, Russie 04 - 05 février, Dur (int.) |                                   |                                |               |
| 1                                                                                    | Maria Sharapova                   | Sílvia Soler                   | 6-2, 6-1      |
| 1                                                                                    | Svetlana Kuznetsova               | Carla Suárez Navarro           | 6-3, 6-1      |
| 1                                                                                    | Nadia Petrova                     | Carla Suárez Navarro           | 0-6, 3-6      |
| 1                                                                                    | Svetlana Kuznetsova               | Sílvia Soler                   | 6-2, 4-6, 6-3 |
| 1                                                                                    | Svetlana Kuznetsova Nadia Petrova | Nuria Llagostera Arantxa Parra | 3-6, 0-0, ab. |

| Belgique - Serbie - 2 : 3 Spiroudome, Charleroi, Belgique 04 - 05 février, Dur (int.) |                                      |                                     |               |
| 2                                                                                     | Kirsten Flipkens                     | Jelena Janković                     | 5-7, 5-7      |
| 2                                                                                     | Yanina Wickmayer                     | Bojana Jovanovski                   | 6-4, 6-4      |
| 2                                                                                     | Yanina Wickmayer                     | Aleksandra Krunić                   | 6-1, 6-0      |
| 2                                                                                     | Kirsten Flipkens                     | Bojana Jovanovski                   | 2-6, 4-6      |
| 2                                                                                     | Yanina Wickmayer Alison Van Uytvanck | Bojana Jovanovski Aleksandra Krunić | 6-7, 6-4, 1-6 |

| Italie - Ukraine - 3 : 2 Lauretana Forum, Biella, Italie 04 - 05 février, Terre (int.) |                               |                             |               |
| 3                                                                                      | Sara Errani                   | Kateryna Bondarenko         | 6-2, 6-3      |
| 3                                                                                      | Francesca Schiavone           | Lesia Tsurenko              | 1-6, 2-6      |
| 3                                                                                      | Francesca Schiavone           | Kateryna Bondarenko         | 6-7, 7-5, 6-4 |
| 3                                                                                      | Sara Errani                   | Lesia Tsurenko              | 1-6, 0-3, ab. |
| 3                                                                                      | Flavia Pennetta Roberta Vinci | Olga Savchuk Lesia Tsurenko | 7-5, 0-6, 6-1 |

| Allemagne - République tchèque - 1 : 4 Porsche Arena, Stuttgart, Allemagne 04 - 05 février, Dur (int.) |                                  |                               |                |
| 4 | Sabine Lisicki                   | Iveta Benešová                | 6-2, 4-6, 2-6  |
| 4 | Julia Görges                     | Petra Kvitová                 | 6-3, 3-6, 8-10 |
| 4 | Sabine Lisicki                   | Petra Kvitová                 | 7-6, 4-6, 1-6  |
| 4 | Angelique Kerber                 | Lucie Hradecká                | 6-4, 6-4       |
| 4 | Julia Görges Anna-Lena Grönefeld | Iveta Benešová B. Z. Strýcová | 3-6, 6-7       |

#### Demi-finales
| Russie - Serbie - 2 : 3 Sports Palace "Megasport", Moscou, Russie 21 - 22 avril, Terre (int.) |                                 |                                     |               |
| 5                                                                                             | A. Pavlyuchenkova               | Jelena Janković                     | 4-6, 3-6      |
| 5                                                                                             | Svetlana Kuznetsova             | Ana Ivanović                        | 6-2, 2-6, 6-4 |
| 5                                                                                             | A. Pavlyuchenkova               | Ana Ivanović                        | 6-3, 0-6, 3-6 |
| 5                                                                                             | Svetlana Kuznetsova             | Jelena Janković                     | 1-6, 4-6      |
| 5                                                                                             | A. Pavlyuchenkova Elena Vesnina | Bojana Jovanovski Aleksandra Krunić | 6-4, 6-0      |

| République tchèque - Italie - 4 : 1 CEZ Arena, Ostrava, République tchèque 21 - 22 avril, Dur (int.) |                                  |                             |               |
| 6 | Lucie Šafářová                   | Francesca Schiavone         | 7-6, 6-1      |
| 6 | Petra Kvitová                    | Sara Errani                 | 6-4, 6-3      |
| 6 | Petra Kvitová                    | Francesca Schiavone         | 6-4, 7-6      |
| 6 | Andrea Hlaváčková                | Sara Errani                 | 6-2, 2-6, 2-6 |
| 6 | Andrea Hlaváčková Lucie Hradecká | Sara Errani Flavia Pennetta | 5-6 ab.       |

#### Finale
| République tchèque - Serbie - 3 : 1 O2 Arena, Prague, République tchèque 03 - 04 novembre, Dur (int.) |                                  |                                     |          |
| 7 | Lucie Šafářová                   | Ana Ivanović                        | 6-4, 6-3 |
| 7 | Petra Kvitová                    | Jelena Janković                     | 6-4, 6-1 |
| 7 | Petra Kvitová                    | Ana Ivanović                        | 3-6, 5-7 |
| 7 | Lucie Šafářová                   | Jelena Janković                     | 6-1, 6-1 |
| 7 | Andrea Hlaváčková Lucie Hradecká | Bojana Jovanovski Aleksandra Krunić | Non joué |

### Groupe mondial II
| États-Unis - Biélorussie - 5 : 0 DCU Center, Worcester, États-Unis 04 - 05 février, Dur (int.) |                             |                                   |               |
| 1                                                                                              | Christina McHale            | Anastasiya Yakimova               | 6-0, 6-4      |
| 1                                                                                              | Serena Williams             | Olga Govortsova                   | 7-5, 6-0      |
| 1                                                                                              | Serena Williams             | Anastasiya Yakimova               | 5-7, 6-1, 6-1 |
| 1                                                                                              | Christina McHale            | Darya Kustova                     | 6-0, 6-1      |
| 1                                                                                              | Liezel Huber Venus Williams | Darya Kustova Anastasiya Yakimova | 6-1, 6-2      |

| Japon - Slovénie - 5 : 0 Bourbon Beans Dome, Miki, Japon 04 - 05 février, Dur (int.) |                            |                           |               |
| 2                                                                                    | Kimiko Date-Krumm          | Polona Hercog             | 2-6, 6-4, 6-2 |
| 2                                                                                    | Ayumi Morita               | Nastja Kolar              | 2-6, 6-4, 6-3 |
| 2                                                                                    | Ayumi Morita               | Polona Hercog             | 3-6, 7-6, 6-1 |
| 2                                                                                    | Kurumi Nara                | Petra Rampre              | 6-4, 6-4      |
| 2                                                                                    | Rika Fujiwara Ayumi Morita | Nastja Kolar Petra Rampre | 6-3, 5-7, 6-0 |

| Slovaquie - France - 3 : 2 Aegon Arena, Bratislava, Slovaquie 04 - 05 février, Dur (int.) |                                    |                                      |               |
| 3                                                                                         | Daniela Hantuchová                 | Pauline Parmentier                   | 5-7, 6-1, 9-7 |
| 3                                                                                         | Dominika Cibulková                 | Virginie Razzano                     | 4-6, 4-6      |
| 3                                                                                         | Dominika Cibulková                 | Pauline Parmentier                   | 6-4, 6-3      |
| 3                                                                                         | Daniela Hantuchová                 | Alizé Cornet                         | 6-3, 6-4      |
| 3                                                                                         | Magdaléna Rybáriková Jana Čepelová | Virginie Razzano Kristina Mladenovic | 1-6, 2-6      |

| Suisse - Australie - 1 : 4 Forum Fribourg, Fribourg, Suisse 04 - 05 février, Terre (int.) |                               |                              |               |
| 4                                                                                         | Timea Bacsinszky              | Samantha Stosur              | 2-6, 5-7      |
| 4                                                                                         | Stefanie Vögele               | Jarmila Gajdošová            | 6-0, 6-7, 8-6 |
| 4                                                                                         | Stefanie Vögele               | Samantha Stosur              | 3-6, 2-6      |
| 4                                                                                         | Amra Sadiković                | Jarmila Gajdošová            | 3-6, 6-3, 6-8 |
| 4                                                                                         | Belinda Bencic Amra Sadiković | Casey Dellacqua Jelena Dokić | 5-7, 4-6      |

### Play-offs I
| Ukraine - États-Unis - 0 : 5 Superior Golf & Spa Resort, Kharkiv, Ukraine 21 - 22 avril, Terre (ext.) |                                   |                              |               |
| 1 | Lesia Tsurenko                    | Christina McHale             | 1-6, 6-4, 3-6 |
| 1 | Elina Svitolina                   | Serena Williams              | 2-6, 1-6      |
| 1 | Lesia Tsurenko                    | Serena Williams              | 3-6, 2-6      |
| 1 | Elina Svitolina                   | Christina McHale             | 5-7, 3-6      |
| 1 | Lyudmyla Kichenok Nadiia Kichenok | Liezel Huber Sloane Stephens | 4-6, 1-6      |

| Japon - Belgique - 4 : 1 Ariake Coliseum, Tokyo, Japon 21 - 22 avril, Dur (int.) |                                 |                                         |          |
| 2                                                                                | Ayumi Morita                    | Alison Van Uytvanck                     | 6-4, 6-4 |
| 2                                                                                | Kimiko Date-Krumm               | Tamaryn Hendler                         | 6-1, 6-4 |
| 2                                                                                | Ayumi Morita                    | Tamaryn Hendler                         | 7-5, 6-2 |
| 2                                                                                | Kurumi Nara                     | Alison Van Uytvanck                     | 6-7, 0-6 |
| 2                                                                                | Kimiko Date-Krumm Rika Fujiwara | Ysaline Bonaventure Alison Van Uytvanck | 6-2, 6-4 |

| Espagne - Slovaquie - 2 : 3 Club de Tenis Puente Romano, Marbella, Espagne 21 - 22 avril, Terre (ext.) |                                |                                          |               |
| 3 | Lourdes Domínguez              | Dominika Cibulková                       | 3-6, 0-6      |
| 3 | Sílvia Soler                   | Daniela Hantuchová                       | 7-6, 6-4      |
| 3 | Sílvia Soler                   | Dominika Cibulková                       | 4-6, 4-6      |
| 3 | Lourdes Domínguez              | Daniela Hantuchová                       | 6-0, 6-7, 4-6 |
| 3 | Nuria Llagostera Arantxa Parra | Magdaléna Rybáriková Anna K. Schmiedlová | 6-0, 6-7, 6-3 |

| Allemagne - Australie - 2 : 3 Porsche Arena, Stuttgart, Allemagne 21 - 22 avril, Terre (int.) |                              |                                   |          |
| 4                                                                                             | Angelique Kerber             | Samantha Stosur                   | 6-7, 4-6 |
| 4                                                                                             | Julia Görges                 | Jarmila Gajdošová                 | 4-6, 4-6 |
| 4                                                                                             | Andrea Petkovic              | Samantha Stosur                   | 4-6, 1-6 |
| 4                                                                                             | Angelique Kerber             | Olivia Rogowska                   | 6-3, 6-3 |
| 4                                                                                             | Julia Görges Andrea Petkovic | Casey Dellacqua Jarmila Gajdošová | 6-3, 6-4 |

### Play-offs II
| France - Slovénie - 5 : 0 Palais des Sports, Besançon, France 21 - 22 avril, Dur (int.) |                                      |                                 |               |
| 1                                                                                       | Virginie Razzano                     | Petra Rampre                    | 2-6, 6-4, 6-4 |
| 1                                                                                       | Pauline Parmentier                   | Nastja Kolar                    | 6-2, 6-3      |
| 1                                                                                       | Pauline Parmentier                   | Petra Rampre                    | 6-4, 3-6, 8-6 |
| 1                                                                                       | Stéphanie Foretz                     | Nastja Kolar                    | 7-6, 7-6      |
| 1                                                                                       | Stéphanie Foretz Kristina Mladenovic | Petra Rampre Katarina Srebotnik | 6-3, 6-4      |

| Suisse - Biélorussie - 4 : 1 Complexe Sportive des Iles, Yverdon-les-Bains, Suisse 21 - 22 avril, Dur (int.) |                               |                              |               |
| 2 | Timea Bacsinszky              | Olga Govortsova              | 4-6, 4-6      |
| 2 | Stefanie Vögele               | A. Sasnovich                 | 6-0, 5-7, 6-3 |
| 2 | Stefanie Vögele               | Olga Govortsova              | 6-1, 6-1      |
| 2 | Timea Bacsinszky              | A. Sasnovich                 | 6-2, 3-6, 6-1 |
| 2 | Belinda Bencic Amra Sadiković | Darya Lebesheva A. Sasnovich | 6-7, 7-6, 7-5 |

| Suède - Grande-Bretagne - 4 : 1 Borashallen, Borås, Suède 21 - 22 avril, Dur (int.) |                               |                               |               |
| 3                                                                                   | Johanna Larsson               | Elena Baltacha                | 6-1, 7-5      |
| 3                                                                                   | Sofia Arvidsson               | Anne Keothavong               | 6-1, 6-4      |
| 3                                                                                   | Sofia Arvidsson               | Laura Robson                  | 6-4, 1-6, 6-3 |
| 3                                                                                   | Johanna Larsson               | Anne Keothavong               | 7-6, 3-6, 6-4 |
| 3                                                                                   | Ellen Allgurin Hilda Melander | Elena Baltacha Heather Watson | 6-7, 1-6      |

| Argentine - Chine - 4 : 1 Parque Roca, Buenos Aires, Argentine 21 - 22 avril, Terre (ext.) |                              |                         |               |
| 4                                                                                          | Paula Ormaechea              | Zhou Yi-Miao            | 6-2, 6-2      |
| 4                                                                                          | Florencia Molinero           | Wang Qiang              | 6-3, 6-4      |
| 4                                                                                          | Paula Ormaechea              | Wang Qiang              | 6-4, 6-2      |
| 4                                                                                          | Florencia Molinero           | Zhou Yi-Miao            | 6-7, 6-2, 3-6 |
| 4                                                                                          | Mailen Auroux María Irigoyen | Liang Chen Liu Wan-Ting | 6-3, 6-4      |